# Stadion Paide Ühisgümnaasiumi
Stadion Paide Ühisgümnaasiumi (est. Paide Ühisgümnaasiumi staadion) – wielofunkcyjny stadion w Paide. Swoje mecze rozgrywa na nim Paide Linnameeskond. Obiekt jest nazywany także Paide linnastaadion i Paide kunstmuruväljak. Stadion może pomieścić 268 widzów.